# Fastlove
«Fastlove» (en español: «Amor Rápido») es una canción compuesta e interpretada por el cantante británico George Michael y publicada por Virgin Records en 1996.

## Posicionamiento
| Listas (1996)                      | Posición |
| ---------------------------------- | -------- |
| Australia                          | 1        |
| Austria                            | 13       |
| Estados Unidos (Billboard Hot 100) | 8        |
| Finlandia                          | 5        |
| Francia                            | 10       |
| Noruega                            | 11       |
| Nueva Zelanda                      | 5        |
| Países Bajos                       | 12       |
| Reino Unido                        | 1        |
| Suecia                             | 7        |
| Suiza                              | 13       |
| España (Los 40 Principales)        | 1        |